# July Furlong
July Furlong, właściwie Norma Ojeda Furlong (ur. w 1953 w Meksyku) – meksykańska aktorka filmowa i pisarka.

## Filmografia

### Filmy
- 1968: Esta noche sí
- 1968: La puerta y la mujer del carnicero
- 1970: Los problemas de mamá jako dziewczyna w sklepie
- 1970: La guerra de las monjas
- 1970: Las chicas malas del Padre Méndez
- 1970: La agonía de ser madre
- 1971: El paletero
- 1971: Más allá de la violencia
- 1971: El cielo y tú jako dziewczyna w kościele
- 1971: Ya sé quién eres (te he estado observando)
- 1973: Lux aexterna
- 1973: Besos, besos... y más besos
- 1975: Un amor extraño
- 1976: Chin Chin el Teporocho
- 1981: Mi nombre es Sergio, soy alcohólico

### Telenowele
- 1971: Velo de Novia
- 1971: El amor tiene cara de mujer jako Cristina
- 1972: El edificio de enfrente
- 1973: La hiena jako Rosaura
- 1975: Paloma jako Isabel
- 1975: Ven conmigo jako Vicky
- 1977: Humillados y ofendidos
- 1979: La llama de tu amor
- 1980: Cancionera jako Paloma
- 1982: Por amor jako Marcia
- 1984: Guadalupe jako Sara
- 1984: Principessa jako Elina
- 1986: Ave Fenix jako Cristina
- 1990: Mi pequeña Soledad jako Natalia de Villaseñor
- 1991: Muchachitas jako Verónica Sánchez Zúñiga (#1)
- 1996: Con toda el alma jako Doctora
- 1996: Al norte del corazón jako Marcela

### Teatr
- 1975: El juego que todos jugamos

## Nagrody
| Rok  | Konkurs            | Kategoria              | Telenowela         | Rezultat |
| ---- | ------------------ | ---------------------- | ------------------ | -------- |
| 1991 | Premios TVyNovelas | Najlepsza antagonistka | Mi pequeña Soledad | Wygrana  |